# Воронаєв Іван Юхимович
Іва́н Юхи́мович Ворона́єв (16 квітня 1885, Оренбурзька губернія — 5 листопада 1937, м. невідоме) — російсько-український проповідник, місіонер, один із засновників п'ятидесятницького руху в Україні та Радянському Союзі.

## Російський період (1886—1912)
Його справжнє ім'я — Микита Петрович Черкасов. Народився 16 квітня 1885 року у маленькій козачій станиці  Оренбурзької губернії (зараз територія на кордоні Челябінській області та Башкортостану в районі місті Магнітогорська) в багатодітній родині уральського козака Петра Черкасова. Закінчивши місцеву школу, працював писарем у станичного отамана. У 1907 році юнака забирають до війська і направляють у Туркестан, в містечко Казермес, для підготовки на унтер-офіцера.
1907 року під час військової служби в царській армії в Ташкенті познайомився з баптистами, став членом місцевої громади, тому вирішив покинути службу з огляду на релігійні мотиви. Після довгого слідства Микита Черкасов був звинувачений в ухилянні від служби через політичні погляди і засуджений до заслання на 8-12 років. Йому довелося втікати. Один із віруючих Іван Юхимович Воропаєв пропонує Микиті свої документи. В 1909 році для більшої певності в паспорті змінили одну літеру і він став Воронаєвим. 1912 року Воронаєв з дружиною Катериною Башкіровою емігрував через Іркутськ, Китай і Японію до США.

## Американський період (1912—1919)
17 жовтня 1913 р. був висвячений на пасторське служіння в Сан-Франциско. Іван Воронаєв у США виконує духовну працю, спочатку у Сан-Франциско, потім у Лос-Анджелесі, Сієтлі. Він працює благовісником, відкриває Російську баптистську місію, друкує журнал «Правда і життя». У 1917 р. Воронаєв отримав запрошення на служіння пастора Руської церкви християн-баптистів у Нью-Йорку. Саме тут він познайомився із п'ятидесятницьким вченням.
У 1919 році Воронайєв зустрічає нового й ревнощівого християнина, Порфира Ільчука, і благословляє його у бажанні поширити Євангеліє в Україні. Порфирій у кінцевому підсумку повертається на батьківщину і стає ключовою фігурою у розширенні та установленні п'ятидесятницького руху та нових церков на заході України.
У 1920 році Іван Воронаєв, за його словами, прислухуючись до голосу Духа Святого та до пророцтв, вирішив повернутися в Радянську Україну для місіонерської праці. 15 липня 1920 року він з сім'єю залишає Сполучені Штати. Разом з ним їде група віруючих майже з двадцяти чоловік. Зупиняється в Істамбулі. Після першої світової війни та революції сюди втекло багато росіян. Воронаєв деякий час працює серед цих людей. Через шість місяців переїжджає в Болгарію. Саме в Болгарії (за іншими джерелами — ще в Туреччині) Іван Юхимович познайомився з групою адвентистів сьомого дня, які практикували омиття ніг перед хліболаманням. Це вчення сподобалося йому і пізніше стало однією з особливостей богослужбової практики християн євангельської віри в Україні.

## Духовна праця в Україні (1921—1929)
Нарешті емігранти отримують від більшовицької влади дозвіл на в'їзд у Росію. Разом з Воронаєвами повернулися родини Василя Колтовича та Данила Замри. Це сталося в серпні 1921 року. Воронаєви зупинилися в Одесі.
Спочатку Іван Юхимович знайомиться з віруючими місцевої баптистської церкви, але через чітку позицію щодо вчення про хрещення Духом Святим, яке не приймали баптисти, змушений розпочинати роботу над створенням власної церкви. Перше богослужіння у приміщенні дому молитви, що розташувався у Сабанському провулкові, відбулося 12 листопада 1921 року. З часом пробудження поширюється по всій Одесі, околицях та області. Народжуються нові церкви, виникає потреба у їхній духовній організації. Тому в 1924 році Іван Воронаєв проводить перший п'ятидесятницький з'їзд.

## Арешт, заслання та смерть (1930—1937)
7 січня 1930 року в домі Івана Воронаєва роблять обшук, арештовують «до з'ясування обставин». «З'ясування обставин» закінчилося вироком — п'ять років тюрми суворого режиму. Катерина Воронаєва залишилася з шістьма. Іван Воронаєв більше ніколи їх не побачить.
Покарання Іван Юхимович відбуває на Соловках, у таборі Чібю.
У 1932 році троє дітей Воронаєва, які народилися в США, із великими труднощами з допомогою друзів з-за кордону залишають Росію та виїжджають до Америки. А в березні 1933 НКВС заарештовує Катерину Воронаєву, залишивши найменших дітей на старшого Павла. Три роки заслання вона мала провести у Казахстані, в Караганді, тому просить тюремне начальство перевести її до чоловіка, в Чібю, і приблизно через рік отримує позитивну відповідь. У 1934 році через неймовірні труднощі трьом іншим дітям Воронаєвих вдалося перебратися до США.
У листопаді 1935 року закінчився термін ув'язнення Катерини Опанасівни, але вона залишилася біля чоловіка. Після його звільнення 18 червня 1936 року їм видають дозвіл на поселення в Калузі, неподалік Москви. А 16 жовтня Івана Юхимовича заарештовують вдруге. Цей період життя Воронаєва найменш відомий. Покарання відбував на будівництві Біломор-каналу в Маріїнську. Зі заслання І. Воронаєв не повернувся. Довгий час була невідома дата його смерті, називалися дати 1941 чи 1942 рік. Широкого поширення серед віруючих набув документально не підтверджений переказ одного з в'язнів про те, що Івана Воронаєва охоронці зацькували собаками…
І тільки у 2005 році досліднику п'ятидесятницького руху в колишньому Радянському Союзі Володимиру Франчуку вдалося отримати документальне підтвердження щодо смерті Воронаєва:
«Сообщаем, что по информации, полученной из Информационного центра Главного управления внутренних дел Кемеровской области, Воронаев (Черкасов) Иван Ефимович (Никита Петрович) по постановлению „тройки“ УНКВД Новосибирской области от 2 ноября 1937 г. „за контрреволюционную агитацию“ осуждён к высшей мере наказания — расстрелу, что исполнено 5 ноября 1937 г.
В Центральном архиве УРАФ ФСБ России, управлениях ФСБ России по Кемеровской, Томской и Новосибирской областям, информационных центрах Управления внутренних дел Томской области и Главного управления внутренних дел Новосибирской области архивного следственного дела об осуждении в 1937 году Воронаева (Черкасова) Ивана Ефимовича (Никиты Петровича) к высшей мере наказания не выявлено.
Информацией о месте захоронения Воронаева (Черкасова) Ивана Ефимовича (Никиты Петровича) не располагаем».
Катерина Воронаєва, залишившись без засобів існування, їде на батьківщину, в Туркестан, де влітку 1937 року її знову заарештовують. На волю вона виходить аж у 1958 році. Завдяки наполегливості дітей, християнських та політичних діячів США, у результаті особистих звернень до Хрущова під час його візиту в Америку, Катерині Опанасівні дозволяють у 1960 році виїхати до дітей у США, де вона через чотири роки помирає.

## Цікаві факти
11 вересня 2011 р. в Одесі відбулось урочисте відкриття пам'ятника «Герої віри» — християнам, що загинули за віру в XX столітті, в роки радянських репресій. Відкриття монумента відбулось у рамках святкування 90-ліття п'ятидесятницького пробудження у країнах колишнього СРСР і 20-ліття незалежності України. Пам'ятник виконаний у формі скелі висотою 2,5 метри, в центрі якої висічений бюст Івана Воронаєва.